# Pfarrkirche Lunz am See

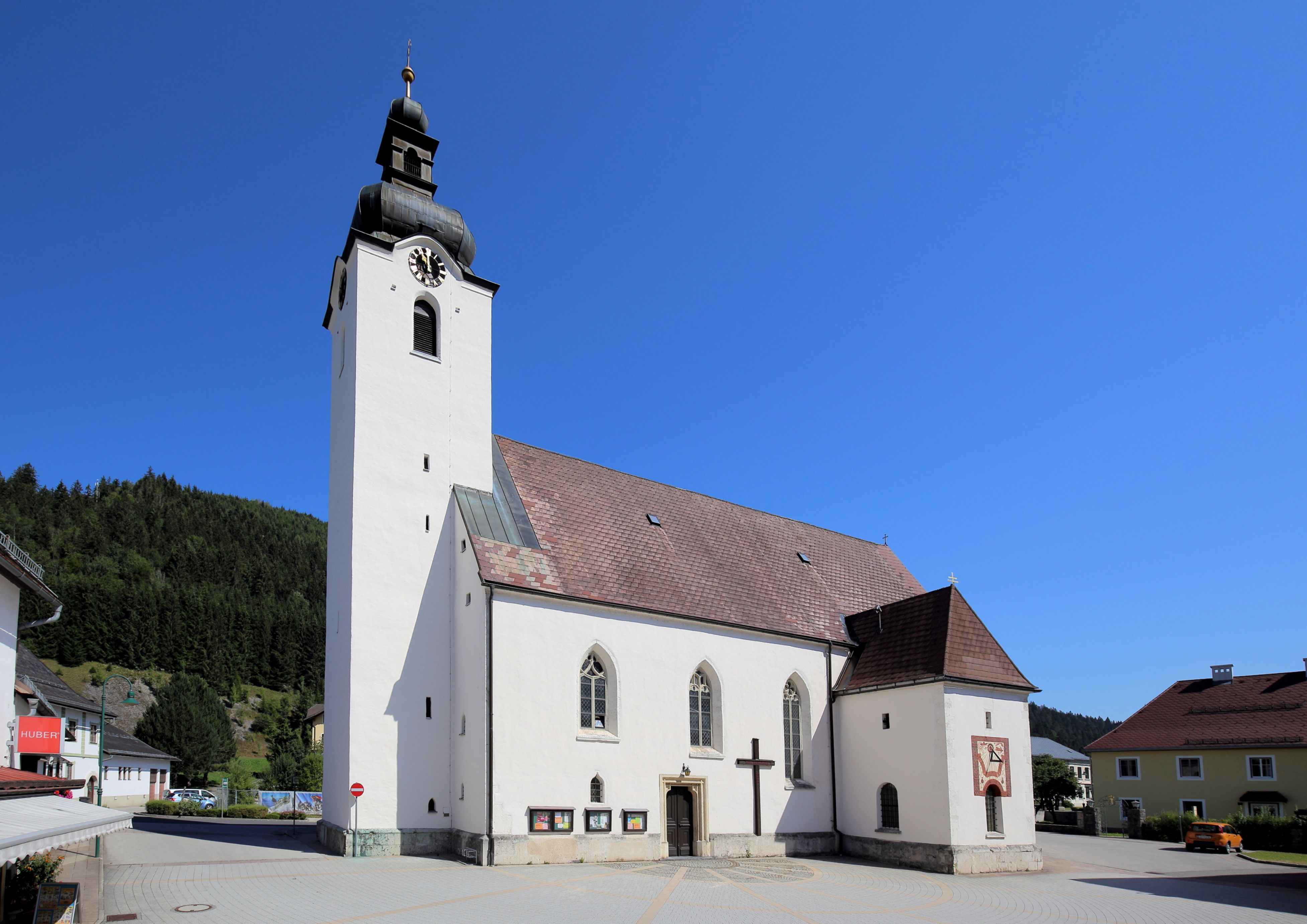
Katholische Pfarrkirche Heilige Drei Könige in Lunz am See

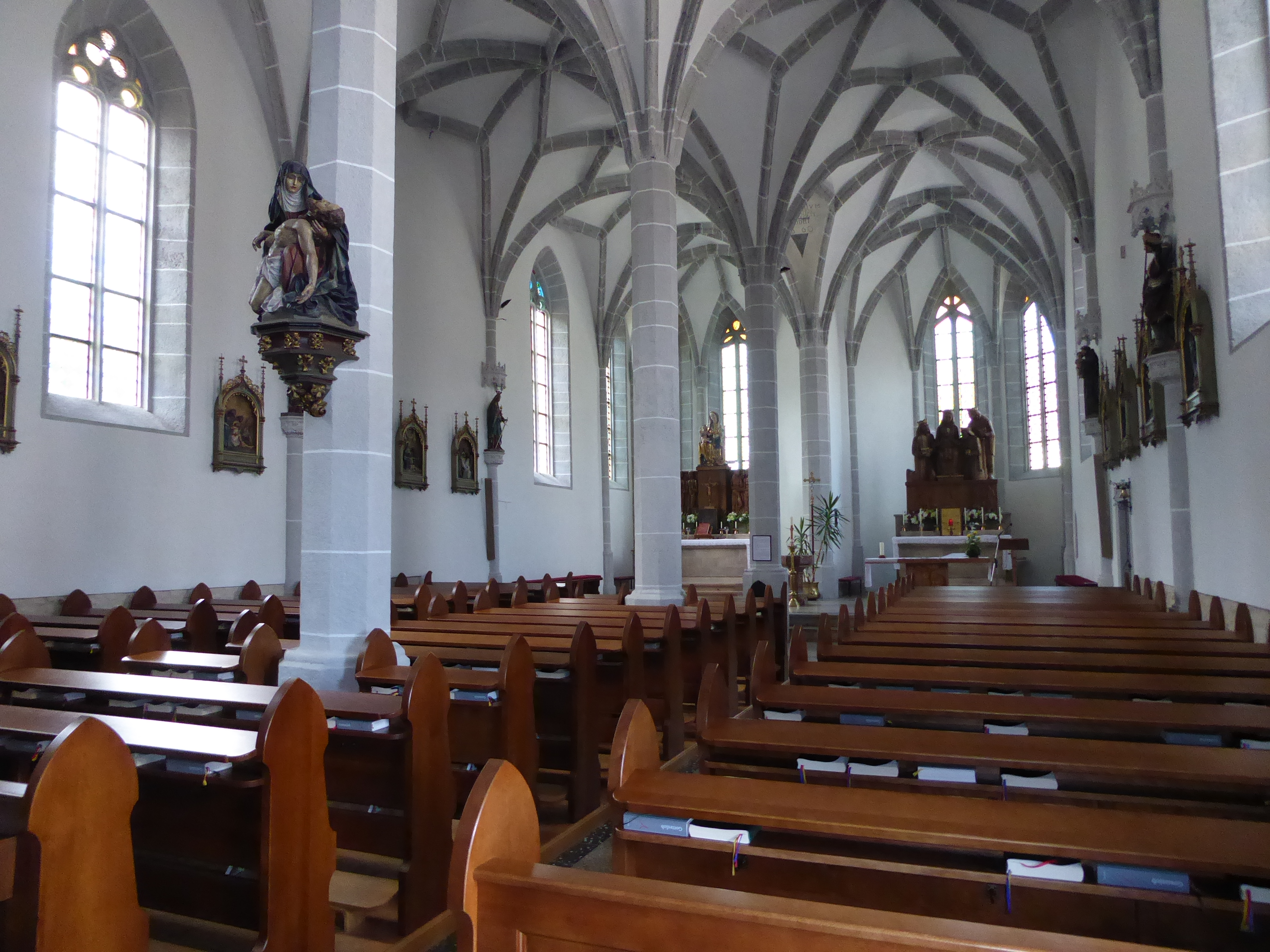
Langhaus, Blick zum Doppelchor

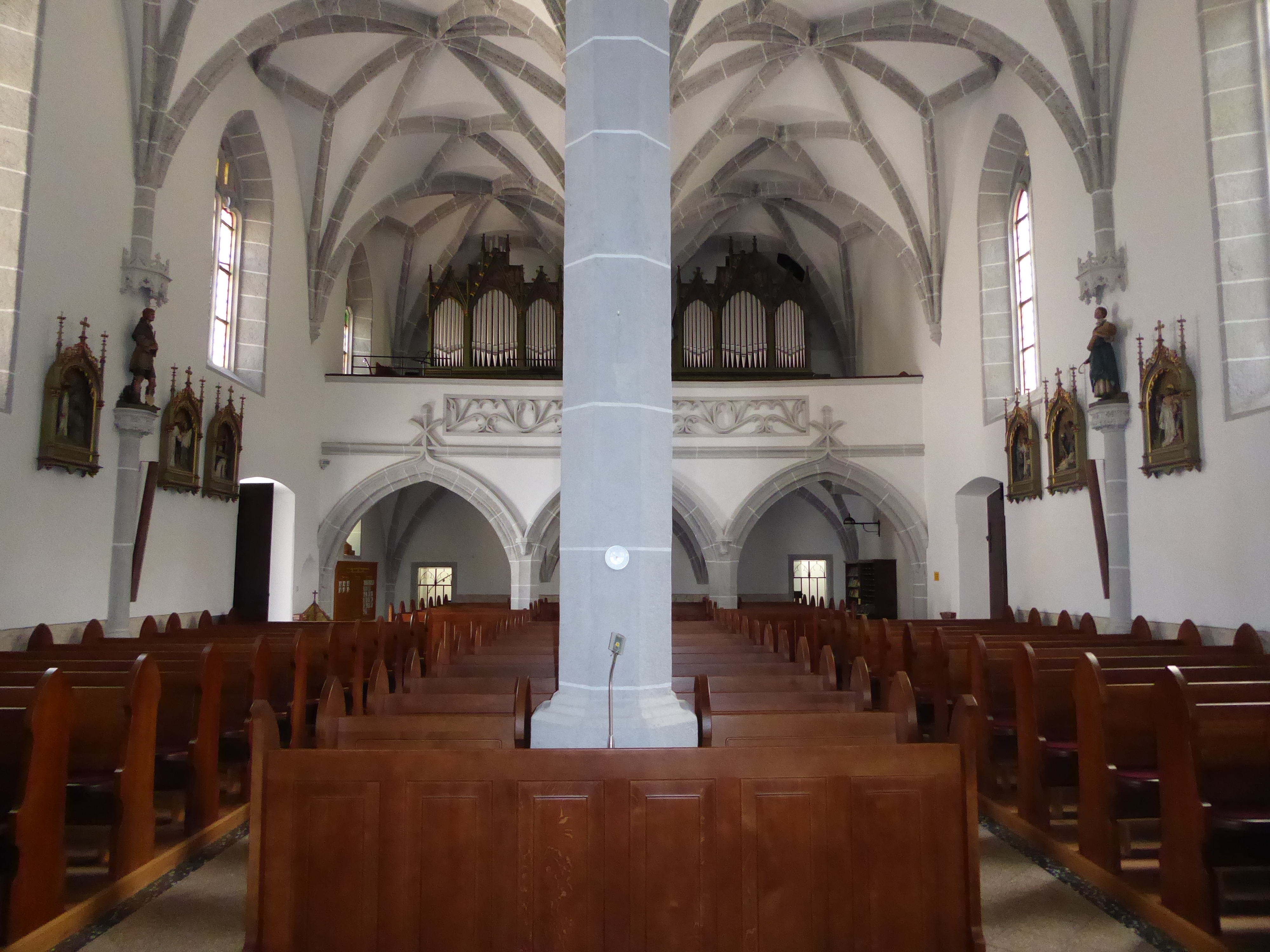
Langhaus, Blick zur Empore

Die römisch-katholische Pfarrkirche Lunz am See steht im Zentrum des Kirchenplatzes im Markt der Marktgemeinde Lunz am See im Bezirk Scheibbs in Niederösterreich. Die dem Patrozinium Heilige Drei Könige unterstellte Pfarrkirche gehört zum Dekanat Scheibbs in der Diözese St. Pölten. Die Kirche steht unter Denkmalschutz (Listeneintrag).

## Geschichte
Bis 1748 bestand wohl ein Doppelpatrozinium mit Unsere Liebe Frau. Eine Kirche wurde urkundlich 1392 als Filiale der Pfarrkirche Gresten genannt, im Jahr 1429 als Vikariat von Steinakirchen am Forst. Nach 1571 entstand eine protestantische Patronatspfarre der Familie Zinzendorf, die Pfarre wurde 1630 rekatholisiert.
Die Kirche wurde von 1950 bis 1961 innen regotisiert. 1982/1983 erfolgte eine Restaurierung.

## Architektur
Die spätgotische zweischiffige Hallenkirche mit einem durchlaufenden Doppelchor als sogenannte Knappenkirche hat einen vorgestellten Westturm und einen Sakristeianbau.
Der strebepfeilerlose Blockbau mit Haussteinelementen hat im Osten zwei vom Langhaus nicht abgegrenzte Chorpolygone, an der Ostfront ist der einspringende Winkel zwischen den Polygonen durch einen Schwibbogen überbrückt. Die Kirche hat ein einheitliches steiles im Osten abgewalmtes Satteldach. Es gibt gotische zweibahnige Maßwerkfenster zumeist ursprünglich aus dem Anfang des 16. Jahrhunderts bzw. einige aus 1889. Der Haupteingang im Süden ist ein erneuertes verstäbtes Schulterportal. Das Nordportal ist ein neugotisches verstäbtes Spitzbogenportal, darüber befindet sich in Traufnähe ein stark verwitterter romanischer Traufstein mit einem Kopf, wohl die ursprüngliche Ecke der romanischen Kirche. Vor der Westfront mit neugotischen Kielbogenluken steht ein massiver spätgotischer Turm mit Schlitzluken und rundbogigen Schallfenstern sowie Uhrengiebeln mit einer Laternenzwiebelhaube von 1753. Der quadratische zweigeschoßige Sakristeianbau unter einem Halbwalmdach hat östlich ein spätgotisches verstäbtes Schulterportal und Obergeschoßluken mit Steckgitter.
Das Kircheninnere zeigt eine lang gezogene zweischiffige fünfjochige Halle mit zwei getrennten Fünfachtelschlüssen und einem Sternrippengewölbe, im Chorbereich asymmetrisch, östlich mit 1503 bezeichnet. Das Gewölbe ruht auf schlanken Achteckpfeilern, östlich mit verstäbter Basis, westlich mit einem Wappenrelief mit dem Meisterzeichen MW bzw. auf Runddiensten mit gekehlten, im Apsidenbereich mit verschraubten Hochsockeln. Im Westjoch steht eine spätgotische sternrippenunterwölbte Empore mit drei profilierten Spitzbogenarkaden auf einem Achteckpfeilerpaar, die Brüstung greift konkav seitlich nach vorne und zeigt Blendmaßwerk, die massiv verstärkte Westfrontmauer beinhaltet zwei Wendeltreppen auf die Empore.
An der Apsidentrennwand befindet sich eine Sakramentsnische mit einem neugotischen Eisentürblatt. In der Langhaussüdwand befindet sich ein schlichtes Stegrahmenportal zur sternrippengewölbten Sakristei, das Obergeschoß ist kreuzrippengewölbt.

## Ausstattung
Die Sakristei zeigt außen eine Schichtputzmalerei einer Sonnenuhr vom Maler Sepp Wieltschnig 1974.
Die ornamentalen Glasmalereien in den Apsiden und den übrigen Fenstermaßwerken schuf der Glasmaler Johann Müller 1889. Ein Glasgemälde aus dem Anfang des 16. Jahrhunderts mit Madonna und hl. Leonhard befindet sich im Diözesanmuseum St. Pölten.

## Einrichtung
Die zwei Hochaltäre im Doppelchor schuf Josef Ortner 1961 als hölzernes reliefiertes Retabel mit Figurenaufsatz, links Mariä Verkündigung und Mariä Heimsuchung unter einer thronenden Lunzer Madonna, eine sogenannte Maria im goldenen Sessel aus der Mitte des 15. Jahrhunderts mit teils sichtbar belassenen Spuren der Beschädigung durch die Türken 1683, rechts Taufe Christi und Wunder von Kana unter Epiphanie. Den Volksaltar von 1977 mit einem Kreuzigungsrelief und der Ambo von 1983 mit einem Relief Jesus lehrt vom Boot aus, beide vom Bildhauer Adolf Hofmaier.
Es gibt eine Konsolstatue hl. Florian um 1520 und die Heiligen Notburga, Anna, Barbara, Antonius von Padua, Isidor um 1900. Am zweiten Freipfeiler die Figur Pietà von Josef Schagerl 1948. Die neugotischen Kreuzwegreliefs schuf der Bildhauer Max Oberhuber 1904.
Das ehemalige Hochaltarbild Epiphanie vom Maler Vogell 1674 ist in Verwahrung. Das neugotische schmiedeeiserne Speisgitter schuf der Kunstschmied Engelbert von Amon 1830.
Die Orgel baute Max Jakob 1904 in einem neogotischen Gehäuse. Die Orgel wurde mehrmals umgebaut, zuletzt 1970 durch Johann M. Kauffmann.

## Grabdenkmäler
Außen
- Zwischen den Apsiden steht ein Kriegerdenkmal mit einem Steinkruzifix zwischen Reliefs adroierenden Soldaten von Josef Schagerl senior 1932.

Außen an der Nordfront
- Grabdenkmal mit vergoldetem Gusseisenkruzifix über schwarzen gusseisernen Grabtafeln mit überdachter Grisaillewandmalerei mit Engelpaar und Symbolen der Vergänglichkeit und einer Schmiedeeisenbrüstung zu Johann Franz von Amon 1825.
- Gusseiserne Grabtafel zu Elisabeth Hummel 1813.
- Gusseiserne Grabtafel zu Eduard von (F)riedenfels 1859.